# Temporada 1966-67 de los San Francisco Warriors
La temporada 1966-67 fue la vigesimoprimera de los Warriors en la NBA, y la quinta en la ciudad de San Francisco (California), a donde llegaron procedentes de Filadelfia. La temporada regular acabó con 44 victorias y 37 derrotas, acabando en la primera posición de la División Oeste, clasificándose para los playoffs, donde cayeron en las Finales ante Philadelphia 76ers.

## Elecciones en elDraft
| Ronda | Puesto | Jugador          | Posición     | Nacionalidad   | Universidad   |
| ----- | ------ | ---------------- | ------------ | -------------- | ------------- |
| 1     | 3      | Clyde Lee        | Ala-Pívot    | Estados Unidos | Vanderbilt    |
| 2     | 13     | Joe Ellis        | Alero        | Estados Unidos | San Francisco |
| 3     | 23     | Steve Chubin     | Base/Escolta | Estados Unidos | Rhode Island  |
| 4     | 33     | Stephen Vacendak | Base         | Estados Unidos | Duke          |
| 5     | 43     | Tom Kerwin       | Alero        | Estados Unidos | Centenary     |
| 6     | 53     | Jim Pitts        |              | Estados Unidos | Northwestern  |
| 7     | 62     | Lon Hughey       |              | Estados Unidos | Fresno State  |
| 8     | 71     | Kenny Washington | Base         | Estados Unidos | UCLA          |

## Temporada regular
| División Oeste           | División Oeste | División Oeste | División Oeste | División Oeste | División Oeste | División Oeste | División Oeste | División Oeste |
| Equipo                   | G              | P              | %              | PD             | Casa           | Fuera          | Neutral        | Div            |
| ------------------------ | -------------- | -------------- | -------------- | -------------- | -------------- | -------------- | -------------- | -------------- |
| x-San Francisco Warriors | 44             | 37             | .543           | –              | 18–10          | 11–19          | 15–8           | 24–12          |
| x-St. Louis Hawks        | 39             | 42             | .481           | 5              | 18–11          | 12–21          | 9–10           | 21–15          |
| x-Los Angeles Lakers     | 36             | 45             | .444           | 8              | 21–18          | 12–20          | 3–7            | 14–22          |
| x-Chicago Bulls          | 33             | 48             | .407           | 11             | 17–19          | 9–17           | 7–12           | 17–19          |
| Detroit Pistons          | 30             | 51             | .370           | 14             | 12–18          | 9–19           | 9–14           | 14–22          |

## Playoffs

### Semifinales de División
San Francisco Warriors vs. Los Angeles Lakers 
| Fecha       | Partido                                            | Ciudad       |
| ----------- | -------------------------------------------------- | ------------ |
| 21 de marzo | San Francisco Warriors 124, Los Angeles Lakers 108 | San Francico |
| 23 de marzo | Los Angeles Lakers 102, San Francisco Warriors 113 | Los Ángeles  |
| 26 de marzo | San Francisco Warriors 122, Los Angeles Lakers 115 | San Francico |
|             | San Francisco Warriors gana las series 3-0         |              |

### Finales de División
San Francisco Warriors vs St. Louis Hawks
| Fecha       | Partido                                         | Ciudad        |
| ----------- | ----------------------------------------------- | ------------- |
| 30 de marzo | San Francisco Warriors 117, St. Louis Hawks 115 | San Francisco |
| 1 de abril  | San Francisco Warriors 143, St. Louis Hawks 136 | San Francisco |
| 5 de abril  | St. Louis Hawks 115, San Francisco Warriors 109 | St. Louis     |
| 8 de abril  | St. Louis Hawks 109, San Francisco Warriors 104 | St. Louis     |
| 10 de abril | San Francisco Warriors 123, St. Louis Hawks 102 | Los Ángeles   |
| 12 de abril | St. Louis Hawks 107, San Francisco Warriors 112 | St. Louis     |
|             | San Francisco Warriors gana las series 4-2      |               |

### Finales de la NBA
Philadelphia 76ers vs San Francisco Warriors
| Fecha       | Partido                                            | Ciudad        |
| ----------- | -------------------------------------------------- | ------------- |
| 14 de abril | Philadelphia 76ers 141, San Francisco Warriors 135 | Filadelfia    |
| 16 de abril | Philadelphia 76ers 126, San Francisco Warriors 95  | Filadelfia    |
| 18 de abril | San Francisco Warriors 130, Philadelphia 76ers 124 | San Francisco |
| 20 de abril | San Francisco Warriors 108, Philadelphia 76ers 122 | San Francisco |
| 23 de abril | Philadelphia 76ers 109, San Francisco Warriors 117 | Filadelfia    |
| 24 de abril | San Francisco Warriors 122, Philadelphia 76ers 124 | San Francisco |
|             | Philadelphia gana las finales 4-2                  |               |

## Estadísticas
| Rk | Jugador       | Edad | P  | PT | MP   | TC   | TCI  | %TC  | TL  | TLI  | %TL  | RB   | AS  | FP  | PTS  |
| 1  | Nate Thurmond | 25   | 65 |    | 42.5 | 7.2  | 16.4 | .437 | 4.3 | 6.8  | .629 | 21.3 | 2.6 | 2.8 | 18.7 |
| 2  | Rick Barry    | 22   | 78 |    | 40.7 | 13.0 | 28.7 | .451 | 9.7 | 10.9 | .884 | 9.2  | 3.6 | 3.3 | 35.6 |
| 3  | Paul Neumann  | 29   | 78 |    | 31.0 | 4.9  | 11.7 | .424 | 4.0 | 5.0  | .800 | 3.5  | 4.4 | 3.4 | 13.9 |
| 4  | Fred Hetzel   | 24   | 77 |    | 27.6 | 4.8  | 12.1 | .400 | 2.5 | 3.1  | .810 | 8.3  | 1.4 | 3.0 | 12.2 |
| 5  | Al Attles     | 30   | 69 |    | 25.6 | 3.1  | 6.8  | .454 | 1.3 | 2.2  | .583 | 4.7  | 3.9 | 3.8 | 7.4  |
| 6  | Tom Meschery  | 28   | 72 |    | 25.6 | 4.1  | 9.8  | .415 | 2.4 | 3.4  | .717 | 7.6  | 1.3 | 3.7 | 10.6 |
| 7  | Jim King      | 25   | 67 |    | 24.9 | 4.3  | 10.2 | .418 | 2.6 | 3.3  | .787 | 4.8  | 3.6 | 2.9 | 11.1 |
| 8  | Jeff Mullins  | 24   | 77 |    | 23.8 | 5.5  | 11.9 | .458 | 1.9 | 2.8  | .701 | 5.0  | 2.9 | 2.5 | 12.9 |
| 9  | Clyde Lee     | 22   | 74 |    | 16.9 | 2.8  | 6.8  | .408 | 1.4 | 2.2  | .633 | 7.4  | 1.0 | 2.3 | 7.0  |
| 10 | Bud Olsen     | 26   | 40 |    | 8.7  | 1.9  | 4.2  | .449 | 0.6 | 1.5  | .397 | 2.6  | 0.8 | 1.3 | 4.3  |
| 11 | Joe Ellis     | 22   | 41 |    | 8.1  | 1.6  | 4.0  | .409 | 0.5 | 0.6  | .760 | 2.7  | 0.7 | 1.1 | 3.7  |
| 12 | Bob Warlick   | 25   | 12 |    | 5.4  | 1.3  | 4.3  | .288 | 0.5 | 0.9  | .545 | 1.7  | 0.8 | 0.3 | 3.0  |
| 13 | George Lee    | 30   | 1  |    | 5.0  | 3.0  | 4.0  | .750 | 6.0 | 7.0  | .857 | 0.0  | 0.0 | 0.0 | 12.0 |

## Galardones y récords
| Jugador       | Galardón                                                                                       |
| Rick Barry    | All-Star MVP del All-Star Game de la NBA Mejor quinteto de la NBA Líder de anotación de la NBA |
| Nate Thurmond | All-Star                                                                                       |